# Veza ugljenik–vodonik
U hemiji, veza ugljenik–vodonik (C−H veza) je hemijska veza između atoma ugljenika i vodonika koja je prisutna u mnogim organskim jedinjenjima. Ova veza je kovalentna, jednostruka veza, što znači da ugljenik deli svoje spoljašnje valentne elektrone sa do četiri vodonika. Ovo upotpunjuje obe njihove spoljašnje ljuske, čineći ih stabilnim.
Veze ugljenik–vodonik imaju dužinu veze od oko 1,09 Å (1,09 × 10−10 m) i energiju veze od oko 413 kJ/mol (pogledajte tabelu ispod). Koristeći Polingovu skalu – C (2,55) i H (2,2) – razlika u elektronegativnosti između ova dva atoma je 0,35. Zbog ove male razlike u elektronegativnostima, C−H veza se generalno smatra nepolarnom. U strukturnim formulama molekula, atomi vodonika se često izostavljaju. Klase jedinjenja koje se sastoje samo od C−H veza i C−C veza su alkani, alkeni, alkini i aromatični ugljovodonici. Zajedno su poznati kao ugljovodonici.
U oktobru 2016, astronomi su izvestili da su osnovni hemijski sastojci života — molekul ugljenik-vodonik (CH, ili metilidin radikal), ugljenik-vodonik pozitivni jon (CH+
) i jon ugljenika (C+
) — rezultat, velikim delom, ultraljubičastog svetla zvezda, pre nego drugih uzroka, kao što je ishod turbulentnih događaja vezanih za supernove i mlade zvezde, kao što se ranije mislilo.

## Dužina veze
Dužina veze ugljenik-vodonik neznatno varira sa hibridizacijom atoma ugljenika. Veza između atoma vodonika i sp2 hibridizovanog atoma ugljenika je oko 0,6% kraća nego između vodonika i sp3 hibridizovanog ugljenika. Veza između vodonika i sp hibridizovanog ugljenika je još kraća, oko 3% kraća od sp3 C-H. Ovaj trend ilustruje molekularna geometrija etana, etilena i acetilena.
| Molekul                            | Metan                       | Etan                        | Etilen                      | Acetilen                   |
| Formula                            | CH4                         | C2H6                        | C2H4                        | C2H2                       |
| Klasa                              | alkan                       | alkan                       | alken                       | alkin                      |
| Struktura                          |                             |                             |                             |                            |
| Hibridizacija ugljenika            | sp3                         | sp3                         | sp2                         | sp                         |
| Dužina C-H veze                    | 1,087 Å                     | 1,094 Å                     | 1,087 Å                     | 1,060 Å                    |
| Proporcija dužine etanske C-H veze | 99%                         | 100%                        | 99%                         | 97%                        |
| Metod određivanja strukture        | mikrotalasna spektroskopija | mikrotalasna spektroskopija | mikrotalasna spektroskopija | infracrvena spektroskopija |

## Reakcije
C−H veza je generalno veoma jaka, tako da je relativno nereaktivna. U nekoliko klasa jedinjenja, koje se zajednički nazivaju ugljenične kiseline, C-H veza može biti dovoljno kisela za uklanjanje protona. Neaktivirane C-H veze se nalaze u alkanima i nisu susedne heteroatomu (O, N, Si, itd.). Takve veze obično učestvuju samo u supstituciji radikala. Međutim, poznato je da mnogi enzimi utiču na ove reakcije.
Iako je C-H veza jedna od najjačih, ona varira po veličini za preko 30% kod prilično stabilnih organskih jedinjenja, čak i u odsustvu heteroatoma.
| Veza         | Ugljovodonični radikal | Molarna energija disocijacije veze (kcal) | Molarna energija disocijacije veze (kJ) |
| ------------ | ---------------------- | ----------------------------------------- | --------------------------------------- |
| CH3−H        | Metil                  | 104                                       | 440                                     |
| C2H5−H       | Etil                   | 98                                        | 410                                     |
| (CH3)2HC−H   | Izopropil              | 95                                        | 400                                     |
| (CH3)3C−H    | tert-Butil             | 93                                        | 390                                     |
| CH2=CH−H     | vinil                  | 112                                       | 470                                     |
| HC≡C−H       | etinil                 | 133                                       | 560                                     |
| C6H5−H       | Fenil                  | 110                                       | 460                                     |
| CH2=CHCH2−H  | Alil                   | 88                                        | 370                                     |
| C6H5CH2−H    | Benzil                 | 85                                        | 360                                     |
| OC4H7−H      | Tetrahidrofuranil      | 92                                        | 380                                     |
| CH3C(O)CH2−H | Acetonil               | 96                                        | 400                                     |